# CHRD-FM
Pour les articles homonymes, voir CHRD.

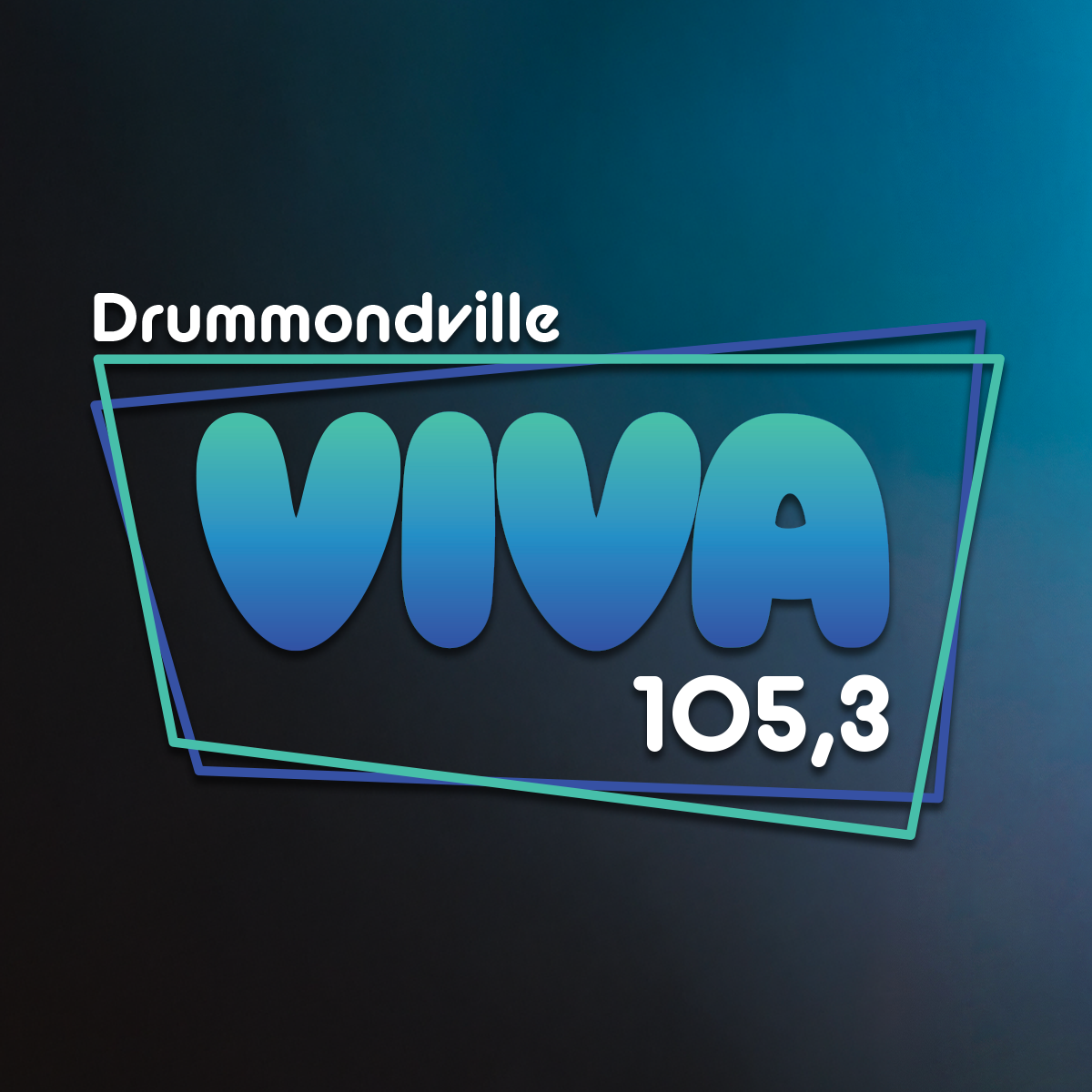

CHRD-FM, mieux connu sous le nom de Viva 105,3 Drummondville (anciennement Rouge 105,3), est une station de radio québécoise située à Drummondville, diffusant à la fréquence 105,3 MHz sur la bande FM avec une puissance de 5 345 watts et appartient à Arsenal Media.
Elle fait partie du réseau Viva au Québec.

## Historique
Après plusieurs problèmes techniques, CHRD est entré en ondes le 23 décembre 1954 par Radio Drummond Ltee sur la bande AM à la fréquence 1 340 kHz avec une puissance de 250 watts, qui fut augmenté à 10 000 watts durant la seconde moitié des années 1960 à la fréquence 1 480 kHz.
Le 21 décembre 1972, Radio Drummond Ltee fut vendu à Radio Inter-Cite Inc., qui fut revendu à Radio Drummond (1980) Inc. en 1980.
Le 21 mars 1981, la puissance fut augmentée à 50 000 watts le jour et 35 000 watts la nuit, mais revient à 10 000 watts en 1987.
En 1988, Cogeco tente un rachat de Radio-Drummond et de Communications Grantham (CJDM-FM). Le CRTC rejette l'offre d'achat de Cogeco. Selon le Conseil, comme Cogeco n'avait pas démontré de façon satisfaisante que les transferts de propriété proposés entraîneraient des avantages significatifs pour la collectivité, les transferts n'étaient pas dans l'intérêt public.
En 1993, CHRD est acheté par Communications Robert Lauzon Inc. à la suite d'une banqueroute.
En 1996, CHRD 1480 fut acheté par une compagnie à numéro, et est autorisé à passer sur la bande FM à la fréquence 105,3 MHz avec une puissance de 3 000 watts, chose faite en 1997. CHRD-FM s'afficha sous la bannière du « Rockeur sympathique ».
Après avoir perdu la station affiliée au réseau Énergie de Drummondville, CJDM-FM en 2000 par son compétiteur Corus Québec, Astral acheta CHRD-FM en 2001 et l'intégra au réseau Énergie le 30 novembre 2001.
Le 1er mai 2003, Astral Media lance un tout nouveau réseau, Boom FM et intègre CHRD-FM ainsi que CFEI-FM de Saint-Hyacinthe au réseau.
Puis le 17 août 2009, CHRD-FM change d'affiliation et rejoint le réseau RockDétente.
Le 18 août 2011, le réseau RockDétente change de nom et devient Rouge FM.

### Bell Média
Le 16 mars 2012, Bell Canada (BCE) annonce son intention de faire l'acquisition d'Astral Média, incluant le réseau Rouge FM, pour 3,38 milliards de dollars. La transaction a été refusée par le CRTC. Bell Canada a alors déposé une nouvelle demande le 4 mars 2013, qui a été approuvée le 27 juin 2013.

### Arsenal Media
Le 8 février 2024, Bell Média annonce la vente de CJDM et CHRD à Arsenal Media. Arsenal a l'intention de désaffilier CHRD, qui rejoindra son réseau Plaisir (devenu Viva en 2025). La transaction est approuvée le 11 mars 2025 et la station s'affilie à Viva le 22 avril 2025.

### Identité visuelle (logo)

Logo de Rock Détente de 2009 au 18 août 2011.
Logo de Rouge FM du 18 août 2011 au 14 août 2017
Logo de Rouge du 14 août 2017 au 21 avril 2025

## Programmation
La programmation provient de Drummondville tous les jours de la semaine de 5 h 30 à midi, et de 13 h à 17 h, ainsi que les week-ends de 6 h à 9 h et de 11 h à 16 h.
Le reste de la programmation provient du réseau Viva.

## Anciens animateurs (105,3 Rouge FM)
- Martin Beaucage, (Rouge café)
- Audrey Benoît, (Rouge café et Ma musique au travail)
- Cynthia Côté, (Rouge café weekend)
- Élise Deschênes, (Ma radio au boulot)
- Jennifer Gravel, (Rouge café, journaliste)
- Mélissa Martin, (Les weekends Rouge)